# جوزيف ماي
جوزيف ماي (بالإنجليزية: Joseph May) هو ممثل بريطاني، ولد في 16 يونيو 1974 بساوثهامبتون في المملكة المتحدة.

## أعمال

### أفلام
- (2002) ريزدنت إيفل[3]
- (2012) الجزاء[4]
- (2016) الفصل الأخير[5][6][7]

### مسلسلات
- توماس والأصدقاء

## وصلات خارجية
- جوزيف ماي على موقع IMDb (الإنجليزية)
- جوزيف ماي على موقع ألو سيني (الفرنسية)
- جوزيف ماي على موقع أول موفي (الإنجليزية)
- جوزيف ماي على موقع قاعدة بيانات الأفلام السويدية (السويدية)
- جوزيف ماي على موقع قاعدة بيانات الفيلم (الإنجليزية)
- جوزيف ماي على موقع كينوبويسك (الروسية)